# Fähnrich zur See
Der Fähnrich zur See ist ein Dienstgrad der Bundeswehr und früherer deutscher Streitkräfte.

## Bundeswehr
Der Fähnrich zur See ist einer der Dienstgrade der Bundeswehr für Marineuniformträger. Gesetzliche Grundlage ist die Anordnung des Bundespräsidenten über die Dienstgradbezeichnungen und die Uniform der Soldaten und das Soldatengesetz.

### Dienstgradabzeichen
Die Dienstgradabzeichen des Fähnrich zur See zeigen einen Winkel mit der Spitze nach oben auf beiden Unterärmeln. Ein Laufbahnabzeichen unterscheidet die Dienstgradabzeichen der Fähnriche zur See von Dienstgradabzeichen des Bootsmannes. Ähnlich gestaltet sind die Schulterabzeichen. Die Schulterklappen sind zusätzlich mit einer geschlossenen Tresse umrandet.

### Anrede
Im militärischen Sprachgebrauch wird ein Soldat im Dienstgrad Fähnrich zur See kurz mit „Herr Fähnrich“ angeredet und gegrüßt.

### Sonstiges
Die Dienstgradbezeichnung ranggleicher Luftwaffen- und Heeresuniformträger lautet Fähnrich. Hinsichtlich Befehlsgewalt, Ernennung, Sold, den nach- und übergeordneten Dienstgraden, ähnlich auch hinsichtlich der Dienststellungen sind Fähnriche zur See und Fähnriche gleichgestellt.
| Unteroffizierdienstgrad |                                               |                             |
| Niedrigerer Dienstgrad |                                               | Höherer Dienstgrad          |
| Stabsunteroffizier Obermaat | Feldwebel Bootsmann Fähnrich Fähnrich zur See | Oberfeldwebel Oberbootsmann |
| Dienstgradgruppe: Mannschaften – Unteroffiziere o.P. – Unteroffiziere m.P. – Leutnante – Hauptleute – Stabsoffiziere – Generale |                                               |                             |

## Reichsmarine und Kriegsmarine
In der Reichsmarine und Kriegsmarine war der Fähnrich zur See ebenfalls ein Dienstgrad der Offizieranwärter. In allen übrigen Laufbahnen lautete die Bezeichnung Fähnrich (mit Laufbahnzusatz, wie bspw. „der Ingenieurlaufbahn“ oder „der Verwaltungsoffizierlaufbahn“), in der Saninätsoffizierlaufbahn aber Marinesanitätsfähnrich. Der nächstniedere Offizieranwärterdienstgrad der Kriegsmarine war Seekadett, der nächsthöhere war Oberfähnrich zur See bzw. Oberfähnrich.
Der Fähnrich stand an der Spitze der Unteroffiziere ohne Portepee (Maate), auf dem Gebiet des Disziplinarwesens und des Militärstrafrechts zählte er jedoch zu den Unteroffizieren mit Portepee. Seit September 1941 zählten aber die, im Rahmen der verkürzten Fähnrichsausbildung ernannten, Fähnriche ohne Portepee disziplinarisch und militärstrafrechtlich zu den Unteroffizieren ohne Portepee.
Seit April 1938 durften Fähnriche erst nach bestandener Offizierhauptprüfung das Portepee zur Uniform tragen. Wurden Unteroffiziere ohne Portepee, besonders während des Krieges, zu Fähnrichen umernannt, besaßen diese ebenfalls nicht das Recht zum Tragen des Portepees an Dolch und Seitengewehr (Fähnrich ohne Portepee). Feldwebel und Stabsfeldwebel (F bzw. alter Art) wurden Fähnriche der Reserve mit Portepee, Oberfeldwebel und Stabsfeldwebel (neuer Art) zu Oberfähnrichen der Reserve.

## Kaiserliche Marine
Fähnrich zur See war in der Kaiserlichen Marine der ranghöchste Seeoffizier-Anwärterdienstgrad, ähnlich dem Portepee-Fähnrich des Landheeres. Dem Portepee-Fähnrich entsprachen in der Kaiserlichen Marine die beiden Seeoffizier-Anwärterdienstgrade Seekadett (bis 1899 Kadett) und Fähnrich zur See (bis 1899 Seekadett). Nach bestandener Offizierhauptprüfung war der „Säbel-Fähnrich“ (bis 1899 „Säbel-Kadett“) ranggleich mit dem „Degen-Fähnrich“ des Landheeres und rangierte zwischen dem Vizefeldwebel und Feldwebel. Die Bezeichnungen „Degen“- bzw. „Säbel-Kadett/Fähnrich“ waren keine dienstlichen, sondern umgs. Bezeichnungen.
Die Ausbildungsbestimmungen (insbesondere zu den Bord- und Landzeiten) variierten im Lauf der Jahre. Der folgende kurze Überblick gibt den Stand um das Jahr 1900 wieder: Nach der vierwöchigen militärischen Grundausbildung (Infanterieausbildung) fuhr der Seekadett ein Jahr lang zur See. An Bord übernahm er bereits bestimmte Leitungsaufgaben, wie etwa als Toppsältester das Kommando über die bei Seemanövern im Topp arbeitenden Matrosen. Nach dem ersten Seejahr legte der Seekadett die Fähnrichsprüfung ab. Es folgte die Abkommandierung zur Marineschule und anschließend die Ablegung der Offiziershauptprüfung; der Fähnrich zur See rückte nun als sog. „Säbel-Fähnrich“ zu den Unteroffizieren mit Portepee auf. Nach 18 weiteren Monaten auf verschiedenen See- und Landkommandierungen stand nach der Offizierswahl durch das Seeoffizierskorps (Kooptation) die Beförderung zum Leutnant zur See an.
Nach etwa zwei Jahren als Leutnant (bis 1899 Unterleutnant) erfolgte die Beförderung zum Oberleutnant zur See (bis 1899 Leutnant).
Erst ab diesem Zeitpunkt reichte der Sold zur Lebensführung. Die Seeoffiziersanwärter und Leutnants waren hingegen auf die Unterstützung ihrer Familien angewiesen. De facto stand die Laufbahn der Seeoffiziere darum nur Söhnen der wirtschaftlich besseren Schichten offen; nur besonders talentierte Anwärter (oder solche mit guten Beziehungen) erhielten als „Königskadetten“ eine staatliche Unterstützung.

## Preußische Marine
Zwischen 1855 und 1864 war Fähnrich zur See (vorher See-Cadet I. Classe) der unterste Seeoffiziersdienstgrad der Preußischen Marine, entsprechend dem Seconde-Lieutenant von der Armee. Nach der Umbenennung in Unterleutnant zur See (seit 1899 Leutnant zur See) entfiel die Bezeichnung, bis sie 1899 in der Kaiserlichen Marine wiedereingeführt wurde.